# CODEN
Pour l’article homonyme, voir Coden (Alabama).
Le CODEN est un code bibliographique à six caractères, défini par la norme ASTM E250. Il permet d'identifier de manière concise, unique et non ambiguë les titres des publications périodiques et non périodiques dans tous les domaines.
Le CODEN est particulièrement utilisé par la communauté scientifique comme outil de citation des publications périodiques, et comme clé de recherche dans des catalogues bibliographiques.